# 1. česká fotbalová liga
1. česká fotbalová liga – najwyższa w hierarchii klasa męskich ligowych rozgrywek piłkarskich w Czechach, będąca jednocześnie najwyższym szczeblem centralnym (I poziom ligowy), utworzona w 1929 roku i zarządzana przez Piłkarski związek Republiki Czeskiej (FAČR). Zmagania w jej ramach toczą się cyklicznie (co sezon) i przeznaczone są dla 16 najlepszych krajowych klubów piłkarskich. Jej triumfator zostaje Mistrzem Czech, zaś najsłabsze drużyny są relegowane do II ligi.

## Historia
Oficjalne nazwy ligi
Czechosłowacja
1. asociační liga: 1925
Středočeská 1. liga: 1925/26–1928/29
1. asociační liga: 1929/30–1933/34
Státní liga: 1934/35–1938/39
Protektorat Czech i Moraw
Národní liga: 1939/40–1943/44
Czechosłowacja
Státní liga: 1945/46–1948
Celostátní mistrovství: 1949–1950
Mistrovství republiky: 1951–1952
Přebor republiky: 1953–1955
1. liga: 1956, 1957/58–1992/93
Czechy
1. liga: 1993/94–1996/97
1. Gambrinus liga: 1997/98–2013/14
Synot Liga: 2014/15–2015/16
ePojisteni.cz liga: 2016/17
HET liga: 2017/18
Fortuna:Liga: 2018/19 – 2023/2024
Chance liga: 2024/25 – nadal
Mistrzostwa Czech w piłce nożnej rozgrywane są od 1896 roku. Organizowane przez Czeskomorawski Związek Piłki Nożnej (czes. Českomoravský fotbalový svaz). W latach 1925–1938 oraz 1945–1993 odbywały się Mistrzostwa Czechosłowacji. Niejednokrotnie zmieniał się format rozgrywek. W 1993 po rozpadzie Czechosłowacji została założona 1. liga, rozgrywki której wystartowały po raz pierwszy w sezonie 1993/94.

## System rozgrywek
Obecny format ligi obowiązuje od sezonu 1993/94.
Rozgrywki składają się z 30 kolejek spotkań rozgrywanych pomiędzy drużynami systemem kołowym. Każda para drużyn rozgrywa ze sobą dwa mecze – jeden w roli gospodarza, drugi jako goście. Od sezonu 1993/94 w lidze występuje 16 zespołów. W przeszłości liczba ta wynosiła od 6 do 20. Drużyna zwycięska za wygrany mecz otrzymuje 3 punkty (do sezonu 1993/94 2 punkty), 1 za remis oraz 0 za porażkę.
Zajęcie pierwszego miejsca po ostatniej kolejce spotkań oznacza zdobycie tytułu Mistrzów Czech w piłce nożnej. Mistrz Czech zdobywa prawo gry w Lidze Mistrzów UEFA. Druga drużyna zdobywa prawo uczestniczenia w fazie Play-off Ligi Mistrzów. Trzecia oraz czwarta drużyna zdobywają możliwość gry w Lidze Europy UEFA. Również zwycięzca Pucharu Czech startuje w fazie grupowej Lidze Europy lub, w przypadku, w którym zdobywca krajowego pucharu zajmie miejsce w czołowej dwójce ligi – możliwość gry w eliminacjach do Ligi Europy otrzymuje również piąta drużyna klasyfikacji końcowej. Zajęcie 2 ostatnich miejsc wiąże się ze spadkiem drużyn do II ligi czeskiej.
W przypadku zdobycia tej samej liczby punktów, klasyfikacja końcowa ustalana jest na podstawie wyniku dwumeczu pomiędzy drużynami, w następnej kolejności, w przypadku remisu, na podstawie różnicy bramek w pojedynku bezpośrednim, następnie na podstawie ogólnego bilansu bramkowego osiągniętego w sezonie, większej liczby bramek zdobytych oraz w ostateczności – w drodze losowania.

## Skład ligi w sezonie 2025/26
| Uczestnicy poprzedniej edycji                                                                                 | Uczestnicy poprzedniej edycji | Uczestnicy poprzedniej edycji | Uczestnicy poprzedniej edycji |
| --- | ----------------------------- | ----------------------------- | ----------------------------- |
| SLA | Slavia Praga                  | Praga                         | 1                             |
| VPL | Viktoria Pilzno               | Pilzno                        | 2                             |
| BAN | Baník Ostrawa                 | Ostrawa                       | 3                             |
| SPA | Sparta Praga                  | Praga                         | 4                             |
| JAB | FK Jablonec                   | Jablonec nad Nysą             | 5                             |
| SIG | Sigma Ołomuniec               | Ołomuniec                     | 6                             |
| HRK | FC Hradec Králové             | Hradec Králové                | 7                             |
| BOH | Bohemians 1905                | Praga                         | 8                             |
| SLL | Slovan Liberec                | Liberec                       | 9                             |
| KAR | MFK Karwina                   | Karwina                       | 10                            |
| TEP | FK Teplice                    | Cieplice                      | 11                            |
| MLB | FK Mladá Boleslav             | Mladá Boleslav                | 12                            |
| 1SL | 1. FC Slovácko                | Uherské Hradiště              | 13                            |
| po barażach                                                                                                   |                               |                               |                               |
| DUK | Dukla Praga                   | Praga                         | 14                            |
| PAR | FK Pardubice                  | Pardubice                     | 15                            |
| Spadek z Fortuna:Liga 2024/25                                                                                 |                               |                               |                               |
| CBU | Dynamo Czeskie Budziejowice   | České Budějovice              | 16                            |
| Awans z II ligi 2024/25                                                                                       |                               |                               |                               |
| ZLN | FC Zlín                       | Zlín                          | 1                             |
| Oznaczenia: - kolumna pierwsza – skróty nazw drużyn, - kolumna trzecia – miejsce zajęte w poprzednim sezonie. |                               |                               |                               |

## Statystyka

### Tabela medalowa
Mistrzostwo Czech zostało do tej pory zdobyte przez 5 różnych drużyn.
Stan po sezonie 2024/25
| Lp. | Klub                  | Miejsca na podium | Miejsca na podium | Miejsca na podium | Zwycięskie sezony                                                      |    |   | |
| --- | --------------------- | ----------------- | ----------------- | ----------------- | ---------------------------------------------------------------------- | -- | - | --- |
| Lp. | Klub                  | 1.                | Sparta Praga      | 14                | Zwycięskie sezony                                                      | 10 | 4 | 1993/94, 1994/95, 1996/97, 1997/98, 1998/99, 1999/00, 2000/01, 2002/03, 2004/05, 2006/07, 2009/10, 2013/14, 2022/23, 2023/24 |
| 2.  | Slavia Praga          | 8                 | 13                | 2                 | 1995/96, 2007/08, 2008/09, 2016/17, 2018/19, 2019/20, 2020/21, 2024/25 |    |   | |
| 3.  | Viktoria Pilzno       | 6                 | 5                 | 3                 | 2010/11, 2012/13, 2014/15, 2015/16, 2017/18, 2021/22                   |    |   | |
| 4.  | Slovan Liberec        | 3                 | 0                 | 3                 | 2001/02, 2005/06, 2011/12                                              |    |   | |
| 5.  | Baník Ostrawa         | 1                 | 0                 | 4                 | 2003/04                                                                |    |   | |
| 6.  | FK Jablonec nad Nysą  | 0                 | 1                 | 6                 |                                                                        |    |   | |
| 7.  | Sigma Ołomuniec       | 0                 | 1                 | 3                 |                                                                        |    |   | |
| 8.  | FK Mladá Boleslav     | 0                 | 1                 | 2                 |                                                                        |    |   | |
| 9.  | FK Teplice            | 0                 | 1                 | 1                 |                                                                        |    |   | |
| 10. | Viktoria Žižkov Praga | 0                 | 0                 | 2                 |                                                                        |    |   | |
| 11. | 1. FK Drnovice        | 0                 | 0                 | 1                 |                                                                        |    |   | |
| 11. | Boby Brno             | 0                 | 0                 | 1                 |                                                                        |    |   | |